# Батьківство
Батьківство — факт походження дитини від певного  чоловіка (батька), що виявляється в біологічному та соціальному аспектах.  Роль батька є важливою для різностороннього та повноцінного розвитку дитини на різних етапах дорослішання. 

## Позитивне та відповідальне батьківство
В сучасному світі часто використовують терміни відповідальне батьківство та позитивне батьківство. 
ЮНІСЕФ виділяє термін позитивне батьківство.
Позитивне батьківство — це батьківство, яке створює сприятливе середовище для розвитку дитини, коли на перше місце ставляться здорові стосунки між батьками та дітьми. 
Відповідальне батьківство — це батьківство, яке має на увазі виконання батьками покладених на них функцій та проявляється в індивідуальному та соціальному аспектах, включає виховання дітей, а також врахування етапу, перед народженням дитини, підтримка сімейних стосунків з уже дорослими дітьми.

## Батьківство в культурно-історичному аспекті

### Батьківство в історії західної цивілізації
В найдавнішому історичному періоді людства, коли панував матріархат, а також в часи амазонок, роль батька зводилась тільки до зачаття дитини. 
В епоху класичної Греції батько мав владу над дітьми: міг застосувати фізичне покарання до сина, якщо це не призводило до каліцтва; батько міг продати сина, разом з тим влада батька обмежувалась громадою. 
У римлян влада батька над дітьми визначалася від влади чоловіка над дружиною. Батько мав право: на володіння набутим дітьми майном, на вигнання сина, у випадку порушеного проти нього карного провадження. Батько міг відмовлятися від дитини при народженні, та продавати в рабство.
Християнство та протестантська Реформація сприяли закріпленню авторитета батька, який ставав моральним авторитетом для родини, та наставником Бога на землі. 
У 1920-х рр. фігура американського батька була призвана стати всупереч фігурі матері, що займалась гіперопікою. Батьки повинні були навчити дітей приймати рішення, приймати авторитетні вчинки, навчати синів правди життя та захищати від гомосексуальності.
Друга світова війна призвела до посилення делінквентної поведінки підлітків, через відсутність батька в сім'ї.
З початком феміністичного руху батьки повинні були бути залучені до виховання дитини, та мати рівні права та обов'язки з жінкою.
У 1980-ті рр з'явився термін "новий батько", що транслювався через телевізійну рекламу в США, що навіювала образ ідеального батька, який тримає на руках дитину чи везе коляску. Проте реальність американського суспільства була іншою ніж рекламні транслювання. 

### Батьківство в історії латинських, східних та мусульманських країн
В латинській культурі образ батька ґрунтується на стереотипі, про те, що батько має бути відсторонений, контролює дисципліну, має характерну поведінку "мачо" - агресивного, тиранічного чоловіка, що має покірну, спокійну дружину. 
Батьки в латинській культурі більше контролюють своїх дітей, та частіше з ними спілкуються. Дослідник Н. Кабрер вважає, що батьки латинських країн вважають важливими: підпорядкування дітей їхньому авторитету, повагу, та сімейні традиції. 
У країнах Сходу батько традиційно тривалий час займав центральне місце в сім'ї. 
У Японії батько був головою сімейної системи, лідером, моральним авторитетом. Усі обов'язки щодо виношування дитини, виховання покладалися на матір. Батько при цьому спав у іншій кімнаті, він пізно приходив додому з роботи та мало часу проводив з родиною.
Схожі традиції панували в Китаї та Кореї, де батько мав абсолютну владу над жінкою та дітьми.
Дослідник Д. Швальб стверджує, що ця тенденція почала змінюватися з XIX століття, а після другої світової війни батьки почали приймати рівну участь у вихованні дітей, разом з жінками.
В ісламських країнах роль батька незмінно є основною та авторитетною. Діти в ісламській сім'ї належать батькові. Мати має право піклуватися про дитину до визначеного віку, після чого дитина повертається батькові. 

### Батьківство в радянську епоху
В радянському суспільстві роль батька була патріархальною, та керівною стосовно до жінки. У радянській літературі роль батька часто поляризується та зневажається, де батько виступає в негативних ролях: п'яниці, дебошира, кривдника, тирана, або навпаки, безвладним, який повністю контролюється жінкою, або гравцем-шибайголовою, або в підкреслено ідеальних образах, що вписувалися в догми соціалістичного реалізму. Роль батька виконувала тоталітарна держава, де діти повинні були бути "зручними" хлопчиками та дівчатками.

### Батьківство в сучасному світі
В сучасному світі батьківство вже не зводиться до патріархального авторитету в сім'ї, та виключно як до джерела матеріального забезпечення дитини. Та має значення залученість батька емоційно до виховання дитини, його зацікавленість у спілкуванні з дитиною.

## Батьківство в Україні
В Україні право на батьківство закріплено ст. 50 Сімейного кодексу України. Чоловік має право на батьківство. Таким чином, відмова дружини від народження дитини або її нездатність до народження дитини може бути причиною розірвання шлюбу. Законодавством забороняється позбавлення чоловіка можливості здійснення репродуктивної функції у зв'язку з виконанням ним конституційних, службових, трудових обов'язків або в результаті протиправної поведінки щодо нього є підставою для відшкодування завданої йому моральної шкоди.
Водночас розрізняють природне та юридичне батьківство. Так, усиновлена чи удочерена дитина отримує ідентичні права з біологічною дитиною. Поряд з всиновленням та вдочерінням, як формою включення дитини в сім'ю, також діють інші форми, такі як прийомні сім'ї та ДБСТ (дитячі будинки сімейного типу).